# Rue Solférino (Aubervilliers)
Pour les articles homonymes, voir Rue de Solférino.
La rue Solférino à Aubervilliers, est une voie de communication de cette ville.

## Situation et accès
Cette voie est desservie par la station de métro Aubervilliers - Pantin - Quatre Chemins sur la ligne 7 du métro de Paris.

## Origine du nom

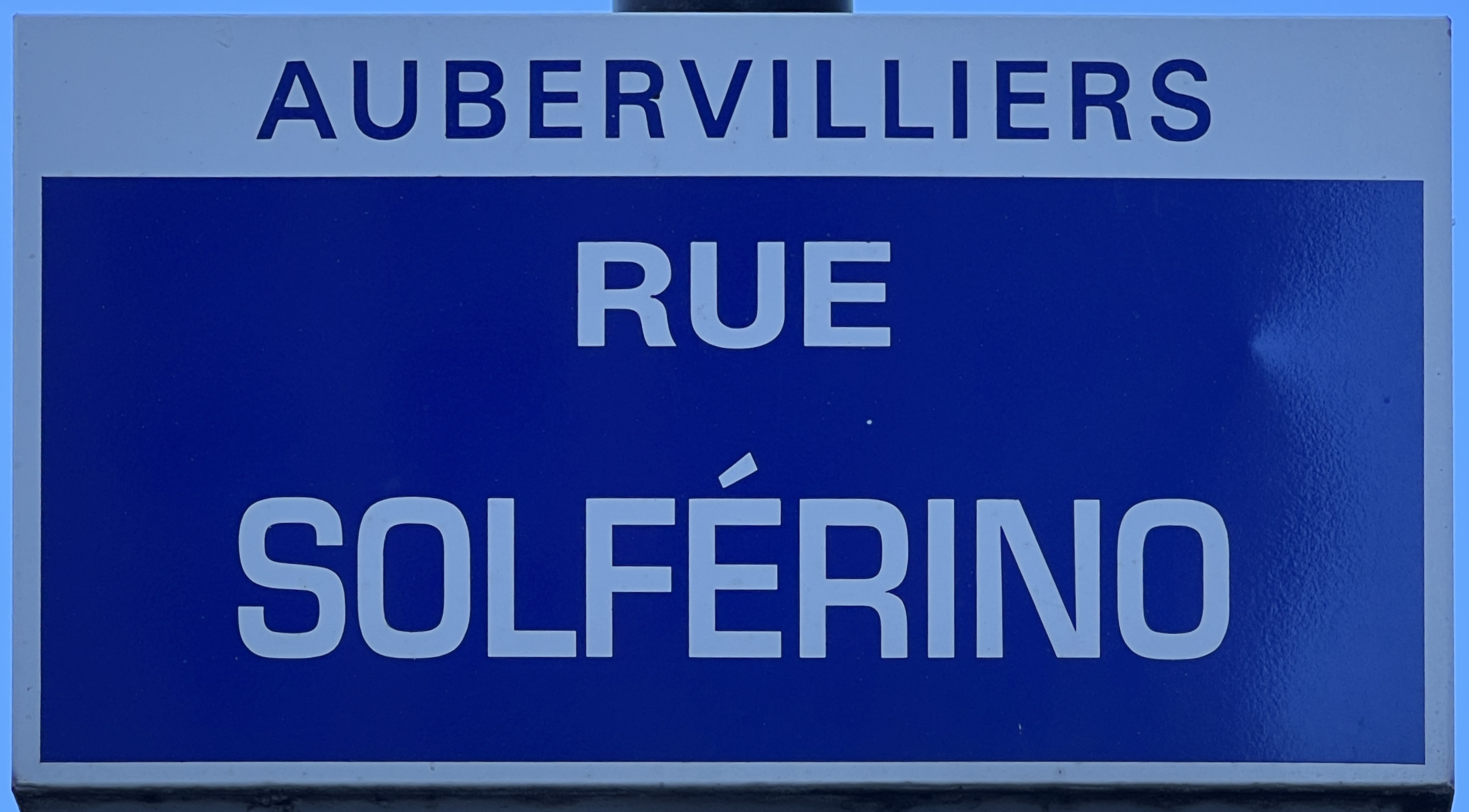
Plaque de la rue.

Cette voie est nommée en mémoire de la bataille de Solférino, remportée par Napoléon III le 24 juin 1859, contre les troupes autrichiennes.

## Historique
Cette rue a été ouverte vers 1850. Elle s'étendait autrefois à l'ouest jusqu'à la rue des Cités, qui existe toujours. Cette partie a été détruite lors de la construction de la Cité Villette entre 1958 et 1975.
C'est dans cette rue que le gardien de la paix Maurice Bernard est abattu le 19 août 1944, lors d'une arrestation. La rue Bernard-et-Mazoyer à Aubervilliers porte son nom.

## Bâtiments remarquables et lieux de mémoire
- Tour La Villette, anciennement tour Daewoo.
- Cité Villette.

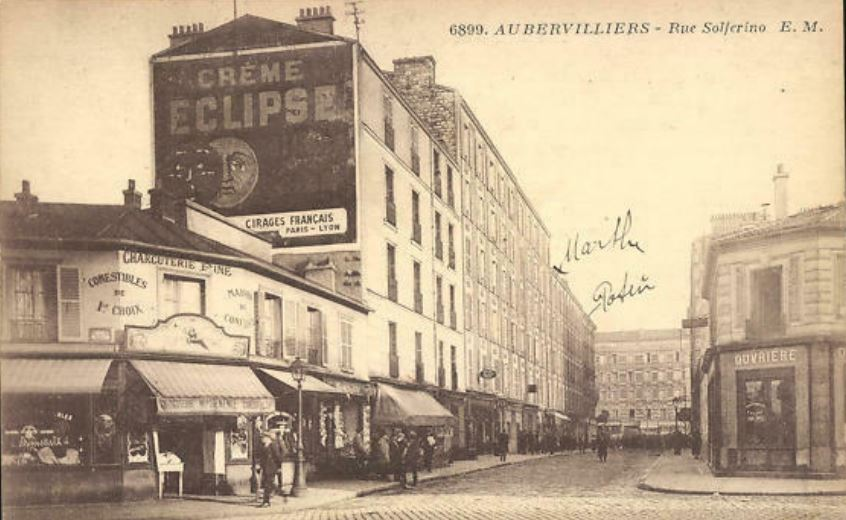
Rue Solférino, vue de la rue Henri-Barbusse. Les deux grands immeubles de gauche sont toujours présents.
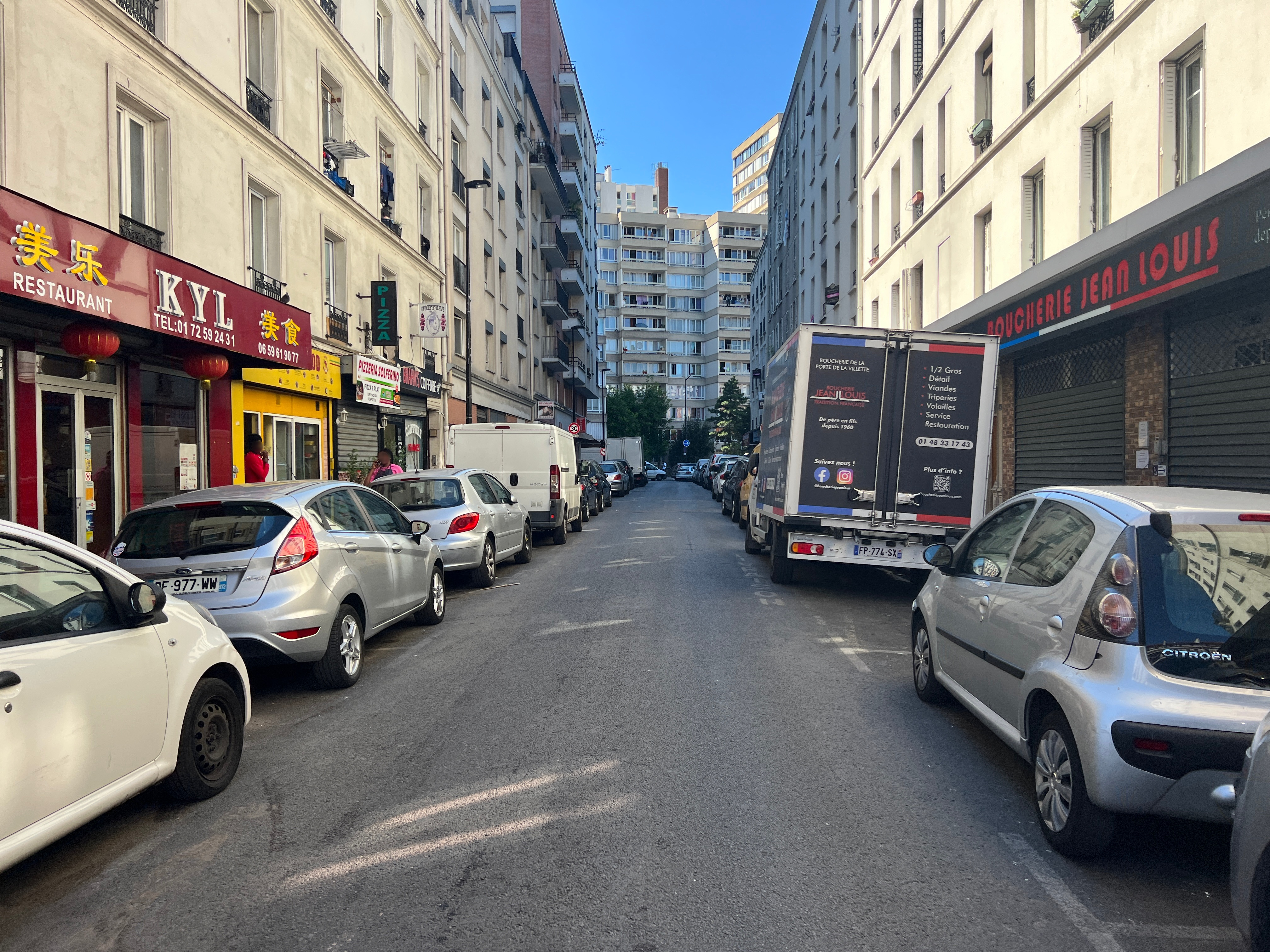
La rue en juillet 2022.